# Робейнс, Ингрид
Ингрид Робейнс (нидерл. Ingrid Robeyns) — бельгийско-нидерландский философ

. Получила известность за популяризацию и разработку этической концепции лимитаризма.

## Биография
В 1994 году Робейнс получила лиценциатуру по экономике в Католическом университете Левена. Затем она изучала социальные и политические науки в Германии в Университете Георга Августа в Геттингенском университете.
В 2003 году Робейнс получила докторскую степень по экономике, защитив диссертацию Кембриджском университете. На момент 2025 года, она работает профессором в Институте этики Утрехтского университета в Нидерландах.

## Лимитаризм
Ингрид Робейнс получила широкую известность за свою книгу «Лимитаризм: доводы против экстремального богатства», опубликованную в 2024 году. В ней Робейнс предлагает философское обоснование для установления верхнего предела личного богатства в связи с тем, что чрезмерная концентрация богатства в руках немногих ведет к негативным последствиям для общества, включая подрыв демократических институтов и усиление климатического кризиса. В связи с этим, Робейнс считает, что установление верхнего предела богатства, например, в размере 10 миллионов евро на человека, поможет создать более справедливое общество, сохраняя при этом стимулы для экономической деятельности предпринимателей.

## Публикации
- Robeyns, Ingrid (July 2002). Gender inequality: a capability perspective (PhD thesis). Cambridge University.
- Robeyns, Ingrid; Kuklys, Wiebke (2004). Sen's Capability Approach to welfare economics – Cambridge working paper in economics 0415. Cambridge, England: Department of Applied Economics, University of Cambridge.
- Robeyns, Ingrid; Agarwal, Bina; Humpries, Jane (2005). Amartya Sen's work and ideas: a gender perspective. Oxon, England: Routledge.
- Robeyns, Ingrid; Brighouse, Harry (2010). Measuring justice: primary goods and capabilities. Cambridge, England: Cambridge University Press.
- Robeyns, Ingrid (2014). The Capability Approach. Cambridge, England: Open Book Publishers.
- Robeyns, Ingrid; van Hees, Martin; Nys, Thomas (2014). Basisboek ethiek. Amsterdam, Holland: Uitgeverij Boom.
- Robeyns, Ingrid (2017). Wellbeing, Freedom and Social Justice: The Capability Approach Re-Examined. Cambridge, England: Open Book Publishers.
- Robeyns, Ingrid (2019). "What, if Anything, is Wrong with Extreme Wealth?". Journal of Human Development and Capabilities. 20 (3). Journal of Human Development and Capabilities 20:3: 251–266.